# Congregațiile Curiei Romane
În Curia Romană a Bisericii Catolice, o congregație (în latină Sacræ Cardinalium Congregationes) era un tip de departament. Acestea erau departamente de rangul al doilea, fiind inferioare celor două Secretariatelor și superioare consiliilor pontificale, comisiilor pontificale, tribunalelor și oficiilor.
Inițial, congregațiile erau grupuri selecte de cardinali aleși din Colegiul Cardinalilor, însărcinați să se ocupe de un anumit domeniu de activitate care interesa Sfântul Scaun. După Conciliul Vatican II, membrii au inclus episcopi diecezani din diverse părți ale lumii care nu erau cardinali. Fiecare congregație avea, de asemenea, un personal permanent.
Fiecare congregație era condusă de un prefect, care de obicei era cardinal. Un non-cardinal numit în fruntea unei congregații era numit pro-prefect până când era făcut cardinal. Această practică a fost abandonată ulterior.
În urma reformelor Papei Francisc, congregațiile au fost transformate în ceea ce sunt cunoscute acum sub numele de dicastere.

## Istorie și funcționare
De-a lungul timpului, Sfântul Scaun a organizat anumite departamente curiale pentru a-l asista în gestionarea acelor chestiuni pe care disciplina canonică și interesele individuale ale credincioșilor le aduc la Roma. Printre cele mai importante s-au numărat Congregațiile Romane, care în mod tradițional cuprindeau cardinali care îl asistau pe papă în administrarea afacerilor Bisericii.
Congregațiile Romane au luat naștere din necesitatea, resimțită de la început, de a studia chestiunile supuse deciziei pontificale, pentru a analiza problemele juridice apărute și pentru a stabili faptele. Afacerile ecleziastice erau gestionate de cancelaria pontificală. Această muncă, încredințată inițial capelanilor papali, a fost ulterior împărțită între penitențiari și auditori, în funcție de faptul dacă trebuiau luate în considerare chestiuni ale forului intern sau extern (adică, jurisdicția). Ulterior, li s-au alăturat cardinali în număr mai mare sau mai mic. Adesea, însă, nu li se încredința doar pregătirea cazului, ci li se acorda și autoritatea de a-l decide. Cu toate acestea, numărul tot mai mare de chestiuni de afaceri și complexitatea tot mai mare a problemelor au necesitat crearea unor organisme administrative-legislative separate, specializate (funcțiile administrative și legislative ale guvernării ecleziastice nu sunt la fel de strict separate în Biserica Catolică ca într-un guvern secular cu separarea puterilor).
Papa Sixt al V-lea a fost primul care a distribuit aceste afaceri administrative între diferite congregații de cardinali; iar în Constituția sa Apostolică Immensa Aeterni Dei (22 ianuarie 1588) a generalizat ideea, deja concepută și parțial pusă în practică de unii dintre predecesorii săi, de a încredința examinarea sau decizia unuia sau altuia caz sau a unui grup de cazuri mai multor cardinali. Printr-o diviziune judicioasă a chestiunilor administrative, el a stabilit organizarea permanentă a acestor departamente ale Curiei. Immensa aeterni Dei a cerut formarea a 15 congregații permanente:
- Congregația pentru Sfânta Inchiziție
- Congregația Signaturii
- Congregația pentru Erezirea Bisericilor și Prevederile Consistoriale
- Congregația Annonei, pentru aprovizionarea Romei și a provinciilor
- Congregația pentru Ritul Sacru și Ceremonii
- Congregația Sapienței
- Congregația pentru Indexul Cărților Interzise
- Congregația pentru Executarea și Interpretarea Conciliului de la Trento
- Congregația pentru Binele Public
- Congregația pentru Universitatea Studiului Roman (sau școlii)
- Congregația pentru Regulile Ordinelor Religioase
- Congregația pentru Regulile Episcopilor și ale altor Prelati
- Congregația pentru Îngrijirea Drumurilor, Podurilor și Apelor
- Congregația pentru Tipografia Vaticanului
- Congregația pentru Consultările de Stat

Deși scopul principal al Congregațiilor de Cardinali era de a-l asista pe pontif în administrarea afacerilor Bisericii, unele dintre aceste congregații au fost create pentru a ajuta la administrarea Statelor temporale ale Sfântului Scaun. Immensa Aeterni Dei a fost de atunci înlocuită, cel mai recent de constituția Pastor Bonus a Papei Ioan Paul al II-lea.

### Reforma lui Pius al X-lea
Alte congregații au fost adăugate de diferiți papi, până când Papa Pius al X-lea a stabilit o organizare completă prin Constituția sa Sapienti Consilio din 29 iunie 1908, conform căreia existau treisprezece congregații, socotind Congregația Propaganda ca fiind una singură; cu toate acestea, ultima congregație menționată este împărțită în două părți: Congregația Propaganda pentru Afacerile Bisericii Latine și Congregația Propaganda pentru Afacerile Riturilor Orientale, putând fi considerată pe bună dreptate ca două congregații, astfel încât numărul total al congregațiilor este de paisprezece. Sixt al V-lea a acordat jurisdicție ordinară fiecărei congregații pe care a instituit-o în limitele cazurilor care i-au fost atribuite, rezervându-și sieși și succesorilor săi președinția unora dintre cele mai importante congregații, cum ar fi Congregația Sfintei Inchiziții și cea a Signaturii Grației. Cu timpul, congregațiile de cardinali, care inițial se ocupau exclusiv de chestiuni administrative, au ajuns să se pronunțe asupra aspectelor juridice ale cazurilor care le erau supuse, până când congregațiile au eclipsat tribunalele ecleziastice și chiar Rota Romană, practic luându-le locul. În timp, gestionarea afacerilor a fost împiedicată de acumularea de jurisdicții, diferite congregații exercitând jurisdicție, pronunțând decizii și promulgând legi în aceleași materii; Pius al X-lea a hotărât să definească mai precis competența fiecărei congregații și să prevadă altfel pentru o mai bună exercitare a funcțiilor sale.
Pe 29 iunie 1908, prin constituția Sapienti Consilio, Papa Pius al X-lea a redus numărul congregațiilor la 11. Acestea erau:
- Sfântul Oficiu
- Congregația Consistorială
- Sacramentele
- Congregația pentru Conciliu
- Congregația pentru Călugări
- Propaganda Fide
- Congregația pentru Rituri
- Congregația pentru Ceremonii
- Congregația pentru Afaceri Ecleziastice Extraordinare
- Congregația pentru Seminarii și Universități
- Congregația pentru Biserica Orientală

Toate deciziile sfintelor congregații necesită aprobarea pontificală, cu excepția cazurilor în care papa a acordat anterior puteri speciale. Funcționarii congregațiilor sunt împărțiți în două clase: funcționari minori, care trebuie aleși prin concurs și numiți printr-o scrisoare a Cardinalului-prefect, și funcționari majori, selectați liber de papă și numiți printr-o notă a Cardinalului Secretar de Stat. De acum înainte, nu va mai exista cumul de funcții în mâinile unei singure persoane, nu numai pentru a satisface cerințele justiției distributive, ci și pentru că deținerea mai multor funcții de către aceeași persoană duce adesea la detrimentul serviciului. Prin urmare, este interzis unui funcționar al uneia dintre congregații să servească în vreun fel ca agent, procurator sau avocat, în propriul său departament sau în orice alt tribunal ecleziastic.
Competența congresului din fiecare congregație este determinată. Congresul este format din funcționarii majori sub președinția cardinalului care conduce congregația. Se ocupă de chestiunile de importanță mai mică dintre cele aflate în fața congregației, în timp ce cele de o importanță mai mare trebuie trimise congregației depline. De asemenea, este sarcina congresului să pregătească pentru discuție acele chestiuni care urmează să fie luate în considerare de congregația deplină. Pe de altă parte, congresul este însărcinat cu executarea ordinelor congregației depline care au primit aprobarea papei. Ca exemple de chestiuni de importanță mai mare care trebuie luate în considerare de congregația deplină, regulile speciale (normæ peculiares) menționează soluționarea îndoielilor sau a întrebărilor care pot apărea în ceea ce privește interpretarea legilor ecleziastice, examinarea controverselor administrative importante și a chestiunilor similare.

### Reforma lui Paul al VI-lea
În urma Conciliului Vatican II, Papa Paul al VI-lea a implementat multe dintre schimbările cerute în Curia prin Constituția sa Regimini Ecclesiae Universae din 15 august 1967. Funcțiile unor oficii care fuseseră deja sever reduse au fost abolite: Sacra Congregație a Ceremoniilor. Una dintre principalele schimbări aduse de Paul al VI-lea a fost admiterea episcopilor și arhiepiscopilor diecezani ca membri ai Congregațiilor, lucru care anterior fusese limitat la cardinali. Ca și înainte, membrii unei congregații nu intervin în operațiunile zilnice ale congregației, care sunt în mâinile Prefectului și ale personalului permanent, condus în general de Secretar și Subsecretar. Personalul permanent trebuie să fie de proveniență internațională. Membrii se întâlnesc în mod normal pentru a discuta probleme mai generale și pentru a stabili linii directoare nu mai mult de o dată pe an.

### Reforma lui Ioan Paul al II-lea
Cea mai recentă reorganizare a Congregațiilor Romane a venit odată cu Constituția Pastor Bonus a Papei Ioan Paul al II-lea, emisă pe 28 iunie 1988. Această constituție a aliniat mai strâns structura Curiei cu normele stabilite de Codul de Drept Canonic din 1983 și cu primele proiecte ale ceea ce a devenit Codul Canoanelor Bisericilor Orientale din 1990. Pastor Bonus a continuat, de asemenea, extinderea calității de membru al congregațiilor inițiată de Paul al VI-lea, permițând preoților, diaconilor, persoanelor consacrate și laicilor să fie membri ai anumitor congregații și stabilind consultori, experți numiți în dicasterele Curiei Romane pentru a oferi opinii, individual sau colectiv, pentru probleme specifice atunci când este necesar.
Sora Luzia Premoli, superioară generală a Surorilor Misionare Comboniene, a fost numită membră a Congregației pentru Evanghelizarea Popoarelor în 2014, devenind astfel prima femeie numită membră a unei congregații vaticane.

### Reforma Papei Francisc
Pe 19 martie 2022, Papa Francisc a emis constituția apostolică Praedicate evangelium, abrogând și înlocuind Pastor bonus a Papei Ioan Paul al II-lea din 1988. Fostele Congregații sunt acum numite „dicastere” (adică „departamente”). Înainte de reformă, cel mai important departament al Vaticanului era Congregația pentru Doctrina Credinței. Cu Praedicate evangelium, cel mai important departament este Dicasteriul pentru Evanghelizare, Dicasteriul pentru Doctrina Credinței venind pe locul al doilea.